# Araneus variegatus
Araneus variegatus este o specie de păianjeni din genul Araneus, familia Araneidae, descrisă de Yaginuma, 1960. Conform Catalogue of Life specia Araneus variegatus nu are subspecii cunoscute.